# Ашот IV Хоробрий
Ашот IV Хоробрий (вірм. Աշոտ Դ Քաջ, помер 1040) — цар Вірменії у 1021–1040 роках. Син Гагіка I (989–1020).

## Життєпис
Після смерті батька законним спадкоємцем престолу став його брат — Ованес-Смбат. У прагненні заволодіти троном 1020 року розпочав повстання проти брата. Отримавши допоміжні війська від царя Васпуракану Сенекеріма взяв в облогу столицю Вірменії — Ані.
Програвши війну Ованес-Смбат був змушений піти на поступки, і 1022 року було підписано мирну угоду, за якою Смбат мав правити в Ані та прилеглих гаварах (областях), а Ашот — у прикордонних з Персією та Грузією територіях. Навіть після підписання миру між братами продовжувалось суперництво. Ашот IV також отримував допомогу від візантійського імператора Василія II (вірменина за походженням)